# Primeira Escola de Viena
Primeira Escola de Viena é o nome que se dá ao grupo de compositores do Classicismo (segunda metade do século XVIII) de Viena, Áustria. Foi criada para classificar a produção musical e estilística desses três importantes mestres:
- Joseph Haydn
- Wolfgang Amadeus Mozart
- Ludwig van Beethoven

E seus sucessores
- Franz Schubert
- Anton Bruckner
- Johannes Brahms
- Gustav Mahler